# Thornton-le-Moors
Thornton-le-Moors är en civil parish i Storbritannien.   Den ligger i kommunen Cheshire West and Chester i riksdelen England, i den södra delen av landet, 260 km nordväst om huvudstaden London. Antalet invånare är 253.